# Cantó d'Argenteuil-2
El cantó d'Argenteuil-2 és un cantó francès del departament de Val-d'Oise, situat al districte d'Argenteuil. Creat amb la reorganització cantonal del 2015.

## Municipis
- Argenteuil (en part)